# Khovd, Uvs
Khovd (tiếng Mông Cổ: Ховд) là một sum của tỉnh Uvs ở Mông Cổ. Vào năm 2008, dân số của sum là 2.475 người.

## Địa lý
Sum có diện tích khoảng 2.700 km2. Trung tâm sum, Khukhtolgoi, nằm cách tỉnh lỵ Ulaangom 195 km và thủ đô Ulaanbaatar 1.531 km.

### Khí hậu
Khovd có khí hậu hoang mạc. Nhiệt độ trung bình hàng năm trong khu vực là 3 °C. Tháng ấm nhất là tháng 7, khi nhiệt độ trung bình là 25 °C và lạnh nhất là tháng 1, với −23 °C. Lượng mưa trung bình hàng năm là 160 mm. Tháng ẩm ướt nhất là tháng 6, với lượng mưa trung bình là 38 mm, và khô nhất là tháng 1, với 2 mm.

## Hành chính
Sum được chia thành 4 bag (xã):
- Khovd
- Shiver
- Achit
- Khaliunbulag

## Kinh tế
Sum có một trường học, bệnh viện và khu dịch vụ.